# جاودانگان (فیلم)
جاودانگان (انگلیسی: Eternals) فیلمی آمریکایی در ژانر ابرقهرمانی و ساخته‌شده بر پایهٔ نژادی به همین نام از مارول کامیکس است که در سال ۲۰۲۱ منتشر شد. این بیست و ششمین فیلم در دنیای سینمایی مارول محسوب می‌شود و ساخت آن بر عهده مارول استودیوز بوده و به‌وسیلهٔ استودیو سینمایی والت دیزنی منتشر شده‌است. وظیفهٔ کارگردانی این فیلم بر عهدهٔ کلویی ژائو بود که فیلم‌نامه‌اش را به‌همراه پاتریک بورلی، رایان فیرپو و کار فیرپو نوشته‌است. در این فیلم گروه بازیگران متشکل از جما چان، ریچارد مدن، کمیل نانجیانی، لیا مک‌هیو، برایان تایری هنری، لورن ریدلاف، بری کیوگن، ما دونگ-سوک، هریش پتل، کیت هرینگتون، سلما هایک و آنجلینا جولی ایفای نقش می‌کنند. در این فیلم، اترنالز، یک نژاد بیگانه جاودانه، پس از هزاران سال در میان مردم پدیدار می‌شوند تا از زمین در برابر همتایان شیطانی خود به‌نام دیوینت‌ها محافظت کنند.
در آوریل ۲۰۱۸، کوین فایگی، رئیس مارول استودیوز اعلام کرد که توسعهٔ فیلمی بر پایهٔ کمیک جاودانگان آغاز شده‌است و سپس در مهٔ همان سال رایان و کاز فیرپو برای نوشتن فیلم‌نامه استخدام شدند. قرار بود ژائو تا اواخر سپتامبر همان سال کارگردانی این فیلم را بر عهده بگیرد و اختیار خلاقانه قابل‌توجهی با این فیلم به او داده شود که منجر به فیلم‌برداری در مکان‌های گسترده‌تری در مقایسه با فیلم‌های پیشین دنیای سینمایی مارول می‌شد. ژائو بار دیگر فیلم‌نامه را نوشت و مدتی بعد گزارش شد که پاتریک بورلی نیز در نوشتن آن مشارکت داشته‌است. مراحل تصویربرداری اصلی از ژوئیهٔ ۲۰۱۹ تا فوریهٔ ۲۰۲۰ در استودیوهای پاین‌وود و همچنین در لندن و آکسفورد، انگلستان و در جزایر قناری انجام شد.
جاودانگان در ۱۸ اکتبر ۲۰۲۱ برای نخستین بار در لس آنجلس به نمایش درآمد و در ۵ نوامبر به‌صورت سینمایی در ایالات متحده به عنوان بخشی از فاز چهارم دنیای سینمایی مارول منتشر شد و ۴۰۲ میلیون دلار در سراسر جهان فروش کرد در حالی که ۲۰۰ میلیون دلار بودجه ساخت آن بوده‌است. . جاودانگان نقدهای ضد و نقیضی از سوی منتقدان دریافت کرده‌است. این فیلم در زمینهٔ موضوع و جلوه‌های بصری با ستایش منتقدان همراه بوده اما فیلم‌نامه، روند، مدت زمان فیلم و نقض در تحول کاراکترها مورد انتقاد قرار گرفته‌است.

## داستان
۵٬۰۰۰ سال پیش از میلاد، ده ابرقدرت انسان‌نما، معروف به جاودانگان (اِتِرنالْز) توسط سلستیال آریشم از سیارهٔ خود المپیا برای محافظت از بشریت در برابر همتایان شیطانی خود یعنی دیوینت‌ها به زمین فرستاده می‌شوند. درطی هزاران سال، آن‌ها از بشریت در برابر خطرات ناشی از این موجودات محافظت کرده‌اند، اما اجازه نداشتند در رشد جمعیت جهان مداخله کنند. پس از کشته‌شدن آخرین دِویانت در سال ۱۵۰۰، شکافی در درون گروه ایجاد شد، زیرا که نظرات آن‌ها در مورد مسئولیت‌شان در قبال مردم متفاوت بود. جاودانگان پانصد سال آینده را عمدتاً جدا از یکدیگر سپری خواهند کرد و منتظر آریشم خواهند بود تا آن‌ها را به سیارهٔ اصلی خود بازگرداند.
در زمان حال سرسی و اسپیرات در لندن با یکدیگر زندگی می‌کنند. پانصد سال قبل پس از اینکه شریک زندگی سرسی، ایکاریس او را ترک کرد، او اکنون با دین ویتمن که در موزهٔ تاریخ طبیعی کار می‌کند رابطه دارد. یک شب هنگامی‌که این سه نفر مورد حملهٔ ناگهانی یک دِویانت به‌نام کرو قرار می‌گیرند، ایکاریس ظاهر می‌شود و هیولا را فراری می‌دهد. سپس سرسی، اسپرایت و ایکاریس تصمیم می‌گیرند تا جاودانگان را دوباره متحد کنند تا برای خطر احتمالی آماده شوند؛ بنابراین آن‌ها کینگو قهرمان بالیوودی، تینای جنگجو و محافظش گیلگمش، فاستوس مخترع، دروگ کنترل‌گر ذهن و مکاری پرسرعت را به‌کار می‌گیرند و فقط اجک رهبر سابق جاودانگان که پیش‌تر توسط یک دِویانت کشته شده بود، دیگر نمی‌تواند به گروه بپیوندد.
اجک به سرسی به‌عنوان رهبر جدید گروه توانایی برقراری ارتباط با آریشم را داد. در گفتگو با سلستیال، مشخص می‌شود که مأموریت اصلی جاودانگان مبارزه با دِویانت‌ها نبود، بلکه آماده‌سازی زمین برای ظهور بود. آریشم توضیح می‌دهد که برای میلیون‌ها سال سلستیال‌ها بذرهای خود را در سیارات پرجمعیت می‌کارند تا سلستیال جدید از آن‌ها متولد شود. با این حال، از آنجایی که انرژی افراد بیشماری برای این کار مورد نیاز است، سلستیال‌ها دِویانت‌ها را فرستادند، تا یغماگران اصلی سیارات را از بین ببرند تا تکامل حیات تضمین شود. با این حال، دِویانت‌ها تکامل یافته و خود تبدیل به شکارچیان برتر شدند، به همین دلیل است که جاودانگان برای مبارزه با آن‌ها فرستاده شدند. همانطورکه آریشم توضیح می‌دهد، زمین اکنون به جمعیت لازم رسیده‌است تا ظهور (تولد تیاموت سلستیال و نابودی سیاره به‌دنبال آن) رخ دهد.
از آنجایی که جاودانگان در طی هزاران سال یادگرفته‌اند که بشریت را دوست بدارند، تصمیم می‌گیرند از خواست آریشم اطاعت نکنند و در عوض از ظهور جلوگیری کنند. دروگ از طریق "Uni-Mind" ساخته شده توسط فاستوس ارتباطی بین همهٔ جاودانگان برای اتحاد قدرت‌هایشان ایجاد می‌کند تا نیروی لازم برای به خواب بردن تیاموت را به‌وسیلهٔ کنترل ذهن بدست آورد. با این حال، همه جاودانگان با این نقشه موافق نیستند؛ در حالی‌که کینگو گروه را ترک می‌کند زیرا نمی‌خواهد با آریشم روبرو شود، مشخص می‌شود که ایکاریس خود یک مخالف مخفی بوده‌است. او بود که قرن‌ها پیش توسط اجک از ظهور مطلع شده بود و سرانجام وقتی اعتراض خود را نسبت به نابودی زمین بیان کرد کشته شد.
پس از این‌که مکاری محل ظهور را در پای یک آتشفشان فعال مکان‌یابی می‌کند، بین ایکاریس و جاودانگان مبارزه‌ای درمی‌گیرد. کرو که قبلاً گیلگمش را کشته‌است و می‌خواهد از جاودانگان انتقام بگیرد نیز حضور دارد. گروه با همدیگر موفق می‌شوند ایکاریس را تحت کنترل درآورند و در همین حین تینا کرو را شکست می‌دهد. فاستوس "Uni-Mind" را فعال می‌کند و ایکاریس نیز به‌طورغافلگیرانه‌ای پس از تجدیدنظر در مورد زندگی خود بر روی زمین و رابطهٔ خود با سرسی به آن می‌پیوندد. از آنجایی که دروگ ضعیف تر از آن است که نسبت به نبرد قبلی با تیاموت روبرو شود، سرسی که توانایی این کار را دارد، این وظیفه را بر عهده می‌گیرد و تیاموت را می‌کشد. سپس ایکاریس به‌خاطر احساس گناه خودکشی می‌کند، در حالی که تینا، دروگ و مکاری با سفینهٔ فضایی خود Domo به فضا پرواز می‌کنند تا جاودانه‌های دیگر را پیدا کرده و آن‌ها را با خود همراه کنند.
در صحنهٔ بین تیتراژی، تینا، مکاری و دروگ با اروس برادر تانوس و دستیارش پیپ به‌طور غیرمنتظره‌ای ملاقات دریافت می‌کنند و به آن‌ها پیشنهاد کمک می‌دهند. در صحنهٔ پس از تیتراژ، دین ویتمن صندوقچه‌ای قدیمی که از اجدادش به ارث رسیده را باز می‌کند که حاوی تیغهٔ افسانه‌ای آبنوس است و صدایی (بلید) از او سؤال می‌کند که آماده است یا خیر.

## بازیگران

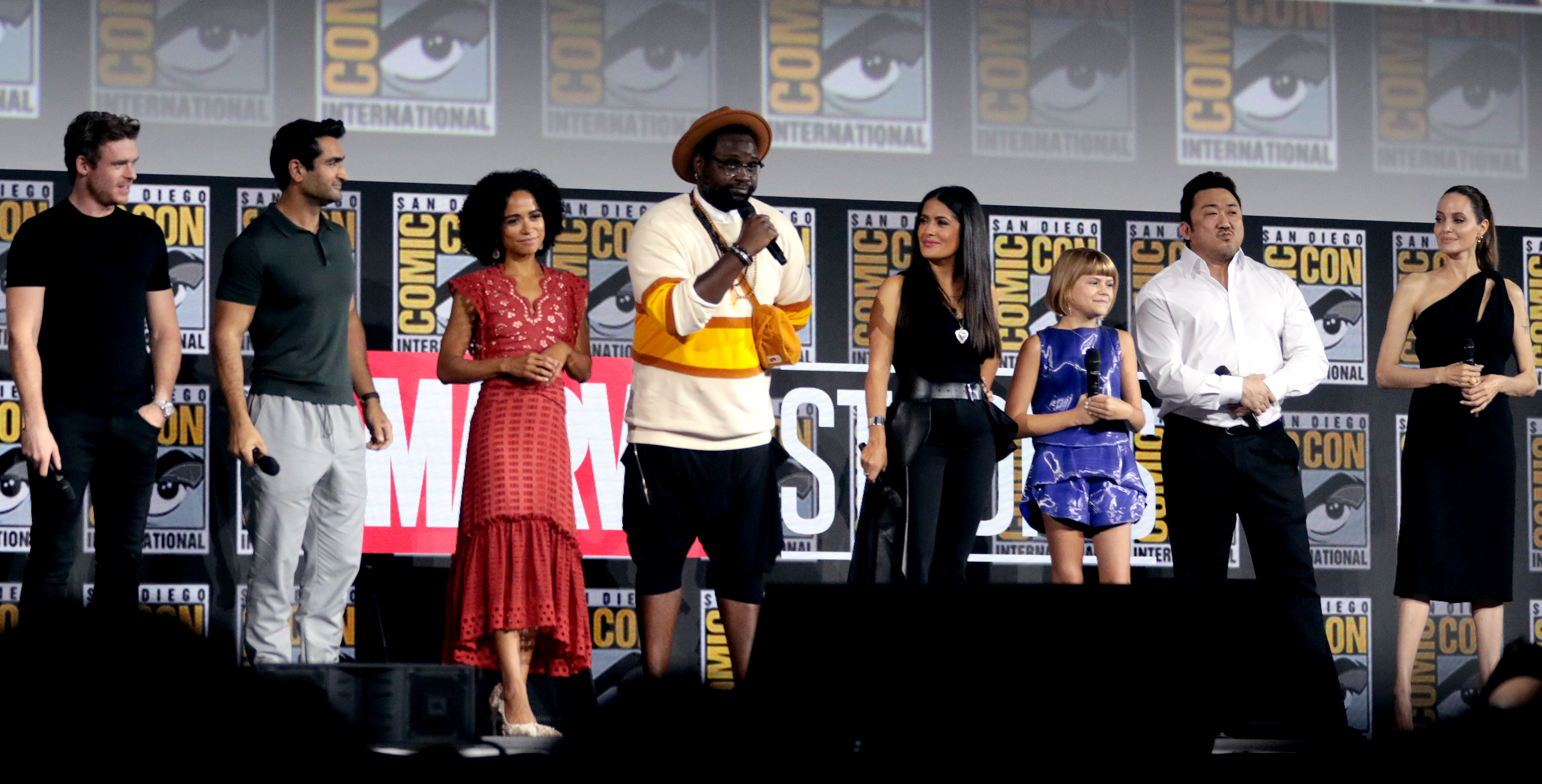
بازیگران جاودانگان در کامیک-کان سن دیگو ۲۰۱۹ (از چپ به راست): مدن، نانجیانی، ریدلاف، هنری، هایک، مک‌هیو، لی و جولی

- جما چان در نقش سرسی: یکی از جاودانگان با ارتباط قوی با انسان و زمین، که می‌تواند ماده را از طریق تماس فیزیکی دستکاری و دگرگون کند. سرسی قرن‌هاست که عاشق ایکاریس بوده و ارتباط قوی با اسپریت دارد. در حال حاضر، او کیوریتور موزه در زمین است و با دن ویتمن رابطه دارد. کوین فایگی تهیه‌کننده، سرسی را به عنوان بازیگر اصلی فیلم توصیف کرد.[۸] کارگردان کلویی ژائو گفت که او و چان علاقه‌مند به خلق یک ابرقهرمان زن ظریف هستند که به ندرت در این ژانر دیده می‌شود. ژائو اضافه کرد که جما چان «حس زیبایی از ملایمت، شفقت و آسیب‌پذیری» را به شخصیت ارائه می‌دهد که «بینندگان را دعوت می‌کند تا دربارهٔ معنای قهرمان بودن دوباره فکر کنند».[۹] چان سرسی را «زمینی… [و] کمی با روحیه آزاد» نامید. چان قبلاً در فیلم MCU کاپیتان مارول (۲۰۱۹) نقش مین-اِروا را بازی کرده بود.[۱۰]
- ریچارد مَدِن در نقش ایکاریس: یکی از جاودانگان که می‌تواند پرواز کند و پرتوهای انرژی کیهانی را از چشمانش بیرون بیاورد و مصمم است که هدف خود را محقق کند. مَدِن در مورد رابطهٔ بین ایکاریس و سرسی گفت که آنها «سطح عمیقی از عشق» را دارند، و «دو طرف متضاد نحوه ارتباط آنها با جهان هستند»، زیرا سرسی نسبت به انسان‌ها دلسوزی دارد در حالی که ایکاریس بیشتر با توجه به طول عمر طولانی جاودانگان از آنها فاصله گرفته‌است. مدن تلاش کرد تا راهی پیدا کند تا ایکاریس را به گونه‌ای به تصویر بکشد که از همه چیز خسته نشود.[۱۱]
- کمیل نانجیانی در نقش کینگو: یکی از جاودانگان که می‌تواند پرتابه‌های انرژی کیهانی را از دستان خود پرتاب کند. کینگو که شیفته شهرت است، تبدیل به یک ستاره محبوب سینمای بالیوود می‌شود.[۱۲] نانجیانی می‌خواست که بازی او نگرش خردمندانه جان مک‌کلین از جان‌سخت را با ظاهر بازیگر بالیوودی ریتیک روشن ترکیب کند.[۱۳] او فیلم‌های ارول فلین و برخی از فیلم‌های اصلی زورو را مطالعه کرد تا برای این نقش آماده شود. نانجیانی، که رقصنده نیست، یادگیری رقص‌های بالیوود را چالش‌برانگیز دانست.
- لیا مک‌هیو در نقش اسپرایت: یکی از جاودانگان که می‌تواند توهماتی شبیه به واقعیت ایجاد کند. اسپرایت ظاهر فیزیکی یک دختر جوان را دارد و مک هیو «روح پیر» او را ناراضی از انسانیت می‌نامد. مک هیو که به عنوان «تینکربل برای ایکاریس پیتر پن» توصیف می‌شود،[۱۴] اساساً از اجرای نیل گیمن در سال ۲۰۰۶ روی این شخصیت الهام گرفته شده‌است.[۱۵]
- برایان تایری هنری در نقش فستوس: یک مخترع از جاودانگان و فرد هوشمند سلاح و فناوری. او اولین ابرقهرمانی است که در یک فیلم مارول به عنوان همجنسگرا به تصویر کشیده شده‌است.
- لورن ریدلوف در نقش مککاری :یکی از جاودانگان که می‌تواند با سرعت فوق بشری بدود. این شخصیت اولین ابرقهرمان ناشنوا در مارول است.
- بری کیوگان در نقش دروگ: یکی از جاودانگان که از انفعال دیگر جاودانگان در امور انسانی ناامید می‌شود. او می‌تواند ذهن دیگران را دستکاری کند.
- دون لی در نقش گیلگمش: قوی‌ترین جاودانگان، با پیوندی عمیق با ثنا. لی این نقش را دنبال کرد تا الهام بخش نسل جوان به عنوان اولین ابرقهرمان کره‌ای باشد و توانست از تمرینات بوکس خود برای این نقش استفاده کند.
- هاریش پاتل در نقش کارون: خدمتکار انسانی کینگو.[۱۶]
- کیت هرینگتون در نقش دین ویتمن: انسانی که در موزه تاریخ طبیعی لندن به عنوان استاد تاریخ کار می‌کند و با سرسی قرار می‌گیرد.[۱۷]
- سلما هایک در نقش اجک: رهبر حکیم و روحانی جاودانگان که توانایی شفا دادن را دارد و پلی بین جاودانگان و آسمانیان است. تغییر شخصیت از یک مرد در کمیک‌ها به هایک اجازه داد تا به زنانگی ایجک متمایل شود و او را به «شکل مادر» جاودانگان تبدیل کند. هایک در ابتدا برای همکاری با مارول مردد بود، با این فرض که او نقش مکمل یا مادربزرگ را خواهد داشت.
- آنجلینا جولی در نقش تینا: یک جنگجوی نخبه جاودانگان که می‌تواند هر سلاحی را از انرژی کیهانی بسازد و در طول قرن‌ها با گیلگمش پیوند نزدیکی برقرار کرد. او همچنین از یک بیماری روانی به نام مَهد ویری رنج می‌برد.[۱۸] جولی با شمشیرها، نیزه‌ها و عصاهای مختلف برای این نقش آموزش دید و همچنین باله بازی کرد.

علاوه بر این، بیل اسکاشگورد صداپیشگی دیوینت کرو را انجام می‌دهد، در حالی که دیوید کای صداپیشگی آریشم آسمانی را بر عهده دارد. هاز سلیمان و ایسای دنیل کراس به ترتیب بن و جک، شوهر و پسر فاستوس را به تصویر می‌کشند. و زین الرافعی را به تصویر می‌کشد که با ورود جاودانگان به زمین با آنها روبرو می‌شود. هری استایلز در صحنه پس از تیتراژ فیلم در نقش اروس / استارفاکس، برادر تانوس ظاهر می‌شود، در حالی که پتن اسوالت صداپیشگی دستیارش پیپ ترول را بر عهده دارد. ماهرشالا علی پیش از بازی در فیلم خودش، در یک کامئو در صحنه پس از تیتراژ فیلم در نقشی ذکرنشده به عنوان بلید حضور دارد.

## بازخورد
در وبگاه جمع‌آوری نقد راتن تومیتوز، ٪۴۷ از ۳۹۸ بررسی منتقدان مثبت است و میانگینِ امتیاز آن ۵٫۶/۱۰ است. اجماع این وبگاه چنین می‌نویسد: «جاودانگان یک حماسهٔ ابرقهرمانی بلندپروازانه است که به همان اندازه‌ای که اوج می‌گیرد، سقوط می‌کند و دنیای سینمایی مارول را به مسیرهای جدید جذاب و گاهی گیج‌کننده می‌برد.» این فیلم در متاکریتیک که از میانگین وزنی استفاده می‌کند، بر اساس نظر ۶۲ منتقدین امتیاز ۵۲ از ۱۰۰ را کسب کرده که نشان‌گر «نقدهای مختلط یا متوسط» است.